# Alfred Pettersson (psykiater)
Magnus Alfred Pettersson, född 11 september 1846 i Norrköping, död 1920, var en svensk psykiater. 
Pettersson blev student vid Uppsala universitet 1868, medicine kandidat 1882 och medicine licentiat 1888. Han var t.f. biträdande läkare vid Uppsala hospital 1888–89, biträdande läkare där 1889–98 samt läkare vid Nyköpings hospital 1898–1901 och överläkare där 1901–08.